# Паддис
Па́ддис (старорус. Паддисъ-Клостер), также Па́дис (нем. Padis-Kloster) и Па́дизе (эст. Padise klooster) — цистерцианский монастырь, основанный в начале XIV века монахами из Дюнамюнде на северо-западе Эстляндии. Возводился с перерывами около 200 лет. В настоящее время руины монастыря административно находятся на территории деревне Падизе волости Ляэне-Харью уезда Харьюмаа, Эстония, у шоссе Кейла—Хаапсалу, и внесены в Государственный регистр памятников культуры Эстонии.

## История
Примерно в 1250 году монастырь Дюнамюнде построил на территории прихода (кихельконда) Харью-Мадизе двухнефную раннеготическую известняковую часовню с ребристыми сводами. До настоящего времени сохранилась нижняя часть стены с южной стороны и четыре фрагмента ребристого декора.
23 марта 1305 года в ходе длительной гражданской войны в Ливонии настоятель монастыря Дюнамюнде аббат Либерт продал опустошённый рижанами монастырь Ливонскому ордену и его магистру Готфриду фон Рогге за 4000 кёльнских марок. После заключения сделки около 200 монахов перебрались в приход Харью-Мадизе, где основали новую обитель. 
В 1317 году началось возведение каменного строения, которое, согласно распоряжению короля Дании Эрика Менведа, должно было стать укреплённым. Во время восстания эстонских крестьян 1343 года монастырь был разрушен, и монахов, которые, по словам крестьян, «были достаточно виновны», убили. После подавления восстания началось строительство нового монастыря-крепости. Он был освящён в 1448 году, секуляризован в 1559 году, разрушен во время осады в 1580 году. 
Монахи монастыря Паддис принимали участие в борьбе за Ливонию[уточнить] во времена Ливонской войны.
В 1622 году король Швеции Густав Адольф II пожаловал владения монастыря Паддис бургомистру Риги Томасу фон Рамму (Thomas von Ramm). Владельцы основанной здесь мызы Паддис (Падизе) (впервые упоминается в 1319 году) использовали монастырские строения в качестве жилых зданий. 
В 1766 году монастырь сгорел и с тех пор стоит в руинах.
После пожара рядом с монастырём началось строительство господского особняка (главного здания) мызы. В качестве строительного материала использовались камни из монастырских руин. Мыза принадлежала потомкам Томаса фон Рамма до её экспроприации в ходе земельной реформы 1919 года.
Начиная с 1936 года руины монастыря с перерывами проходили процедуру консервации. 
15 апреля 1997 года руины монастыря вместе с окружающим его защитным рвом были внесены в Государственный регистр памятников культуры Эстонии как архитектурный памятник. При инспектировании 2 мая 2024 года их состояние было признано удовлетворительным.

## Происхождение топонима
Специалисты Института эстонского языка считают, что монастырь получил своё название от более ранней деревни Паэ, упомянутой в Датской поземельной книге 1241 года как Pathes и в источниках 1257 года как Padis. Монастырь был построен в 8 км к востоку от неё. Деревня Падизе сформировалась на землях бывшей мызы Паддис-Клостер (Падизе) в 1920-х годах и поначалу называлась поселением Клоостри (эст. Kloostri asundus, с эст. — Монастырская); название Падизе она получила в 1977 году.

## Галерея

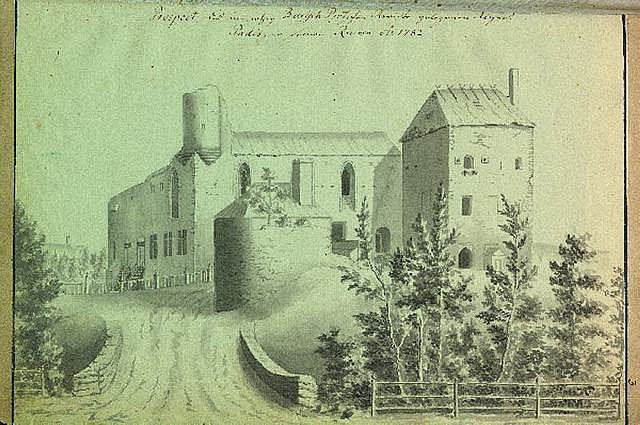
Руины монастыря в 1782 году (рисунок Иоганна Бротце)
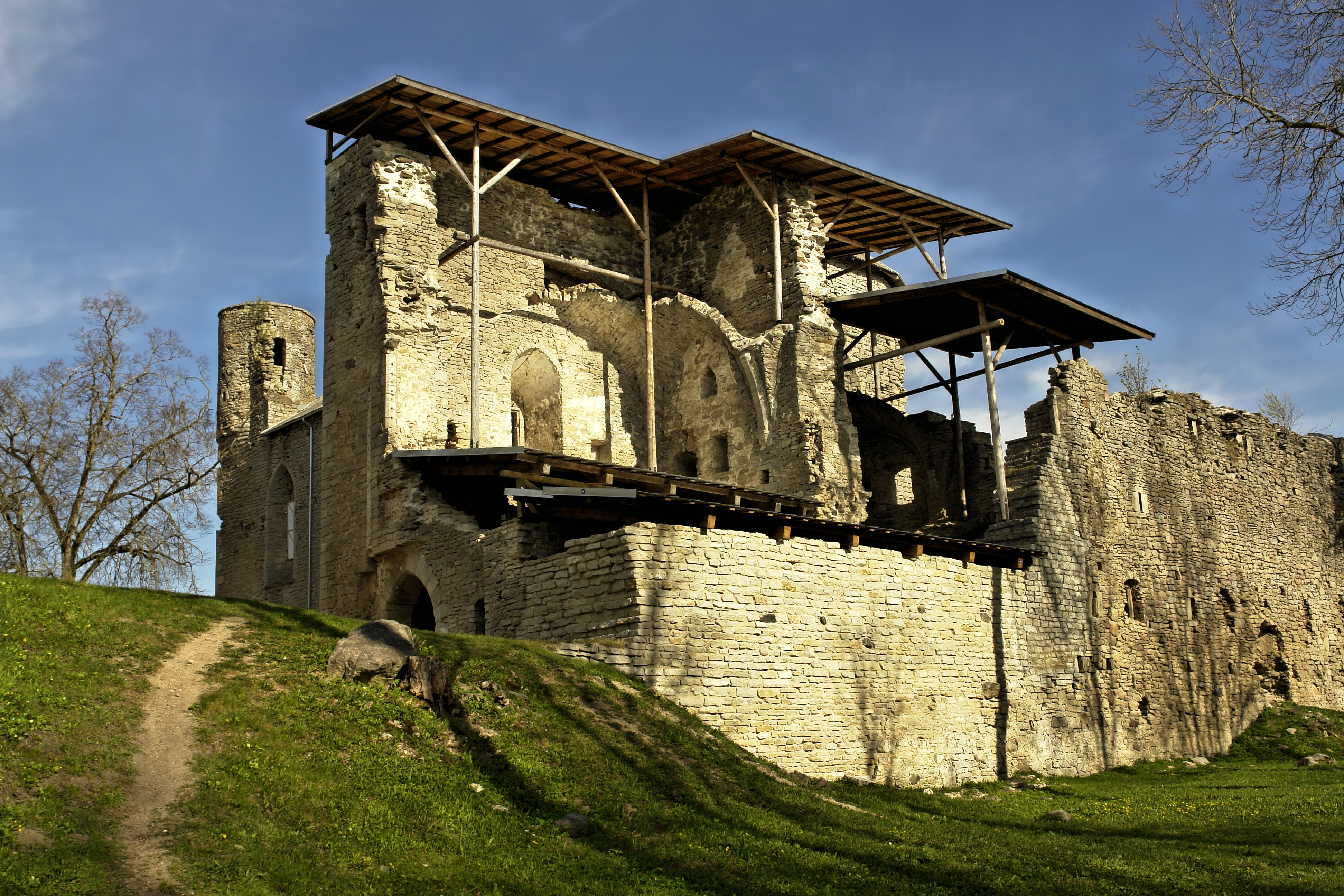
Западная сторона монастыря
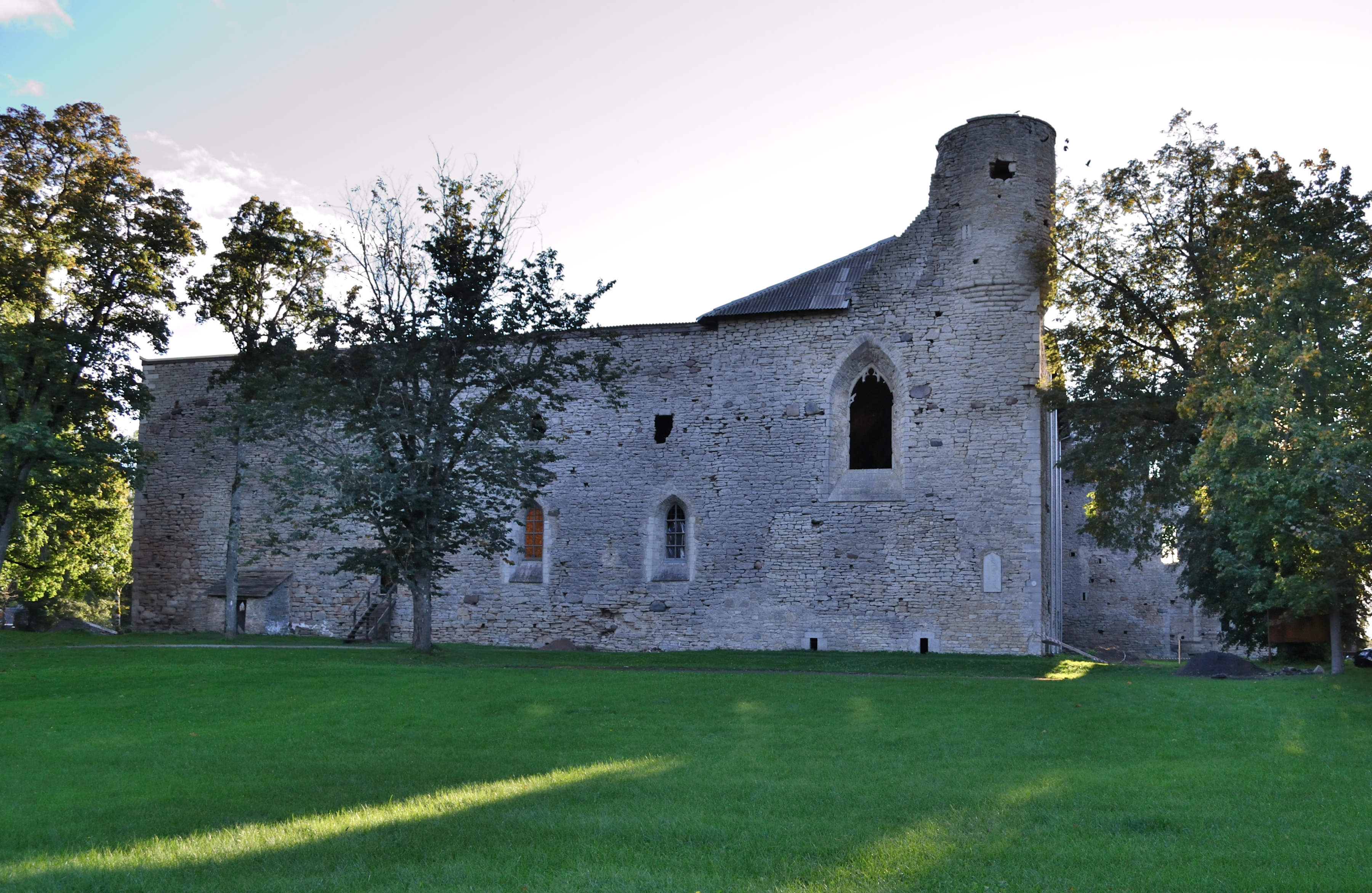
Восточная сторона монастыря
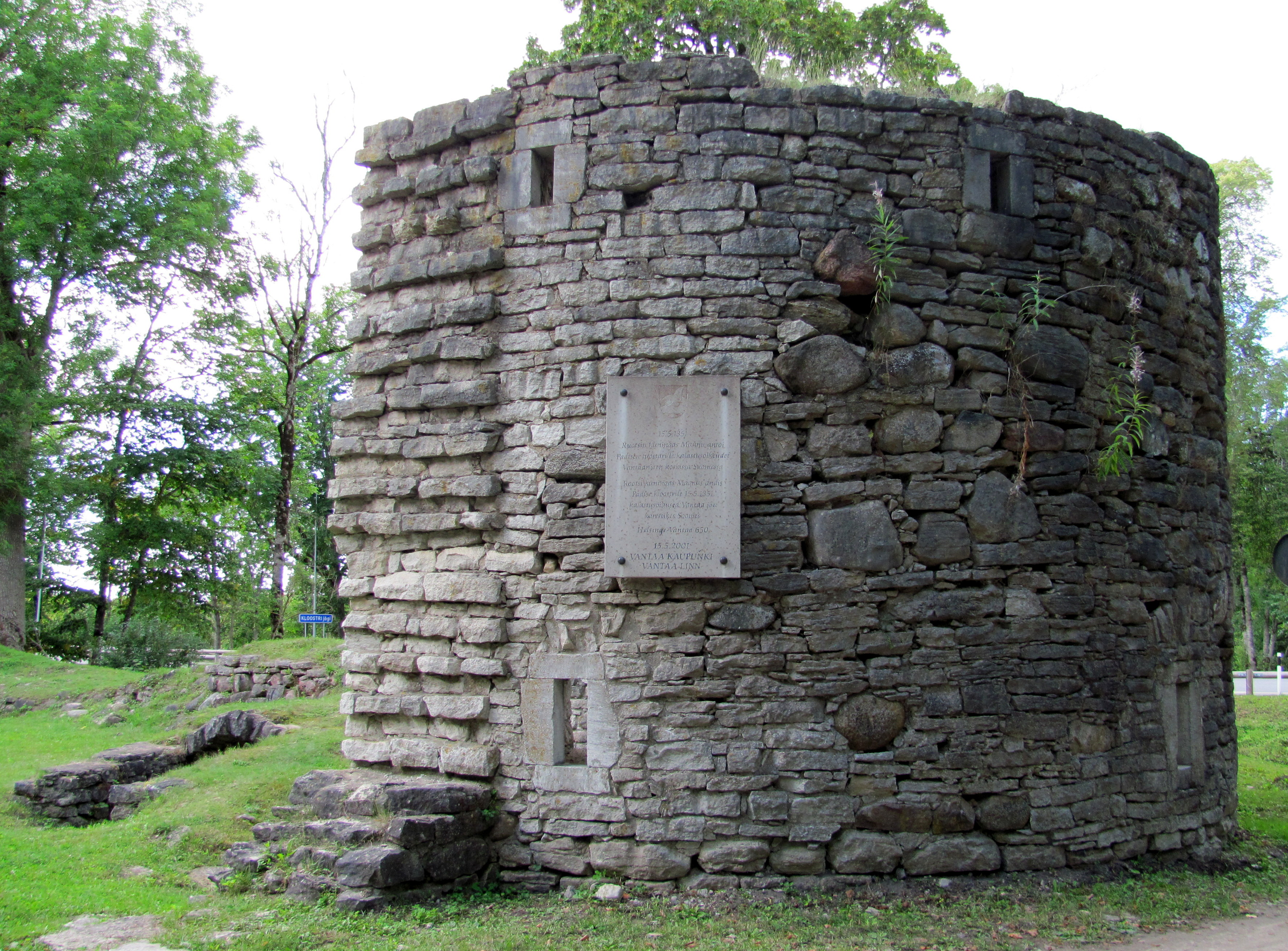
Привратная башня, вид первый
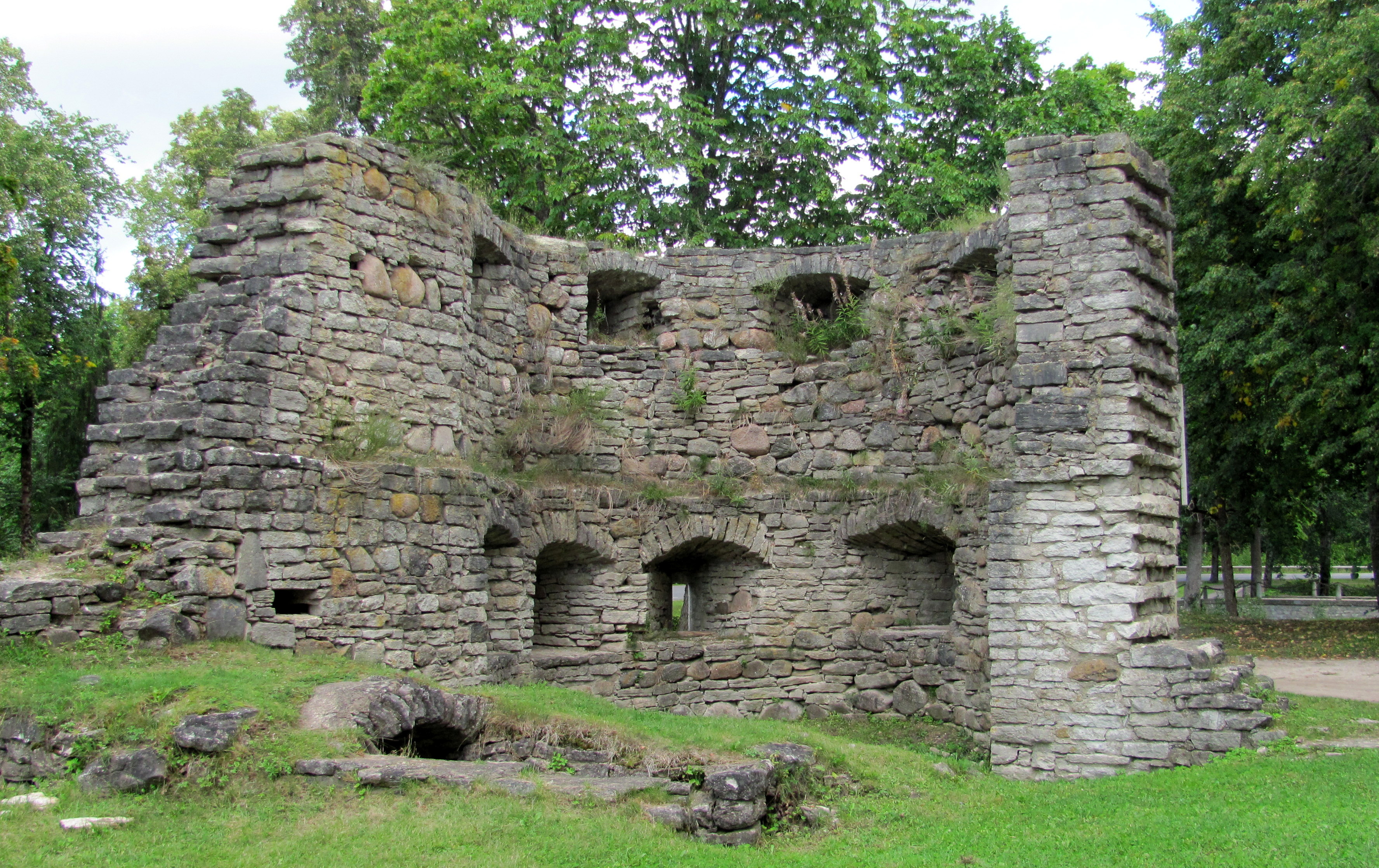
Привратная башня, вид второй
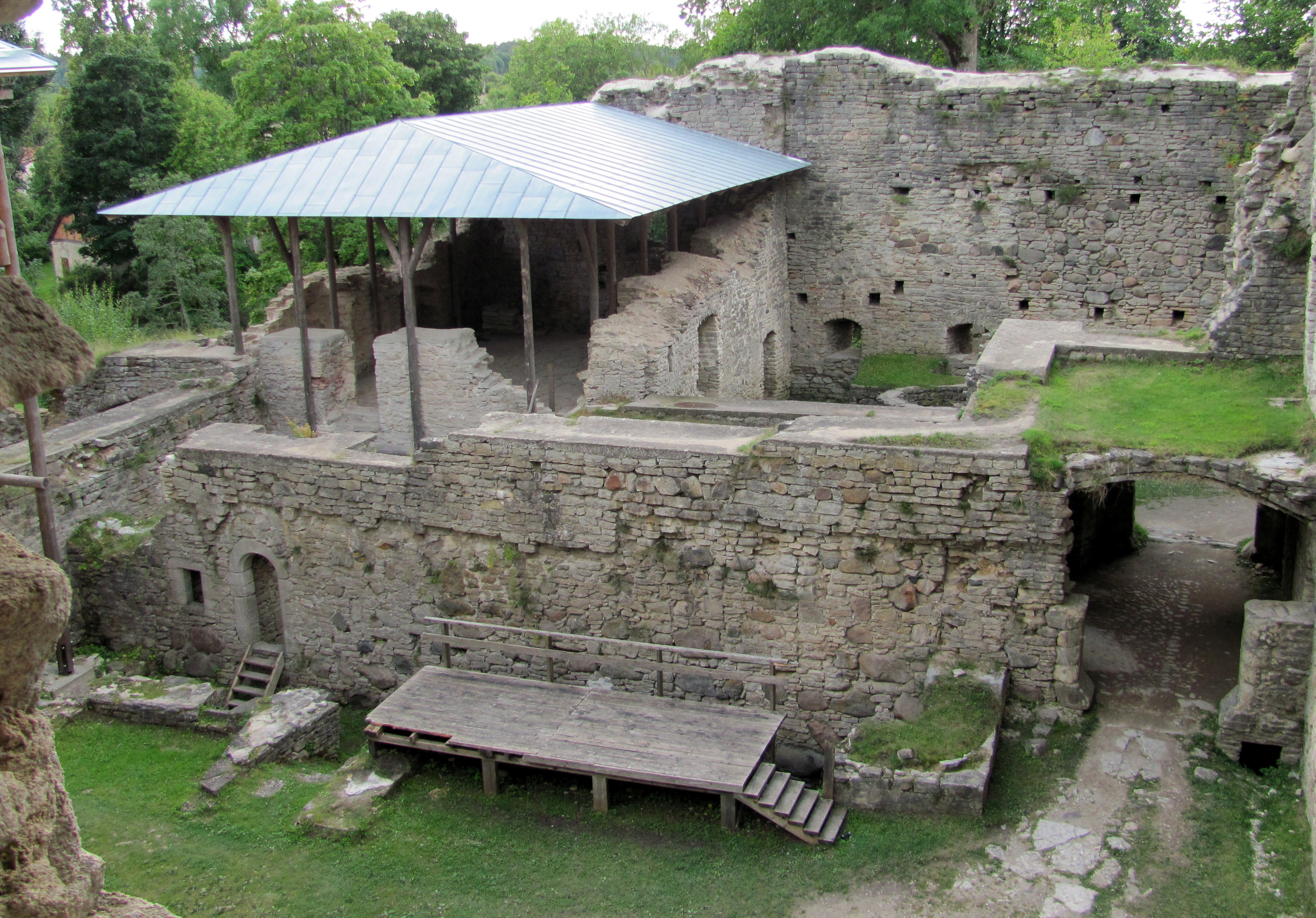
Внутренний двор
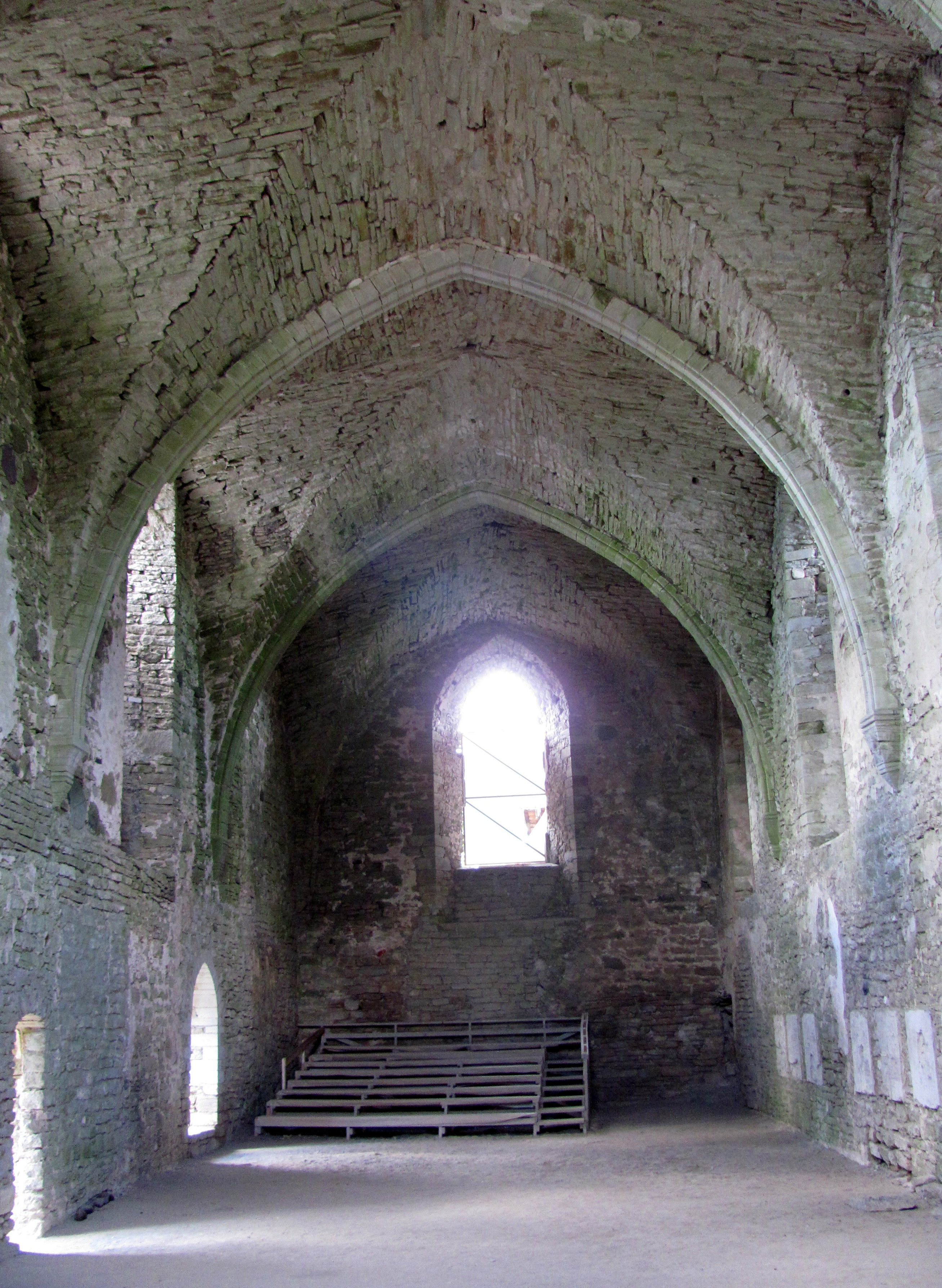
Церковь
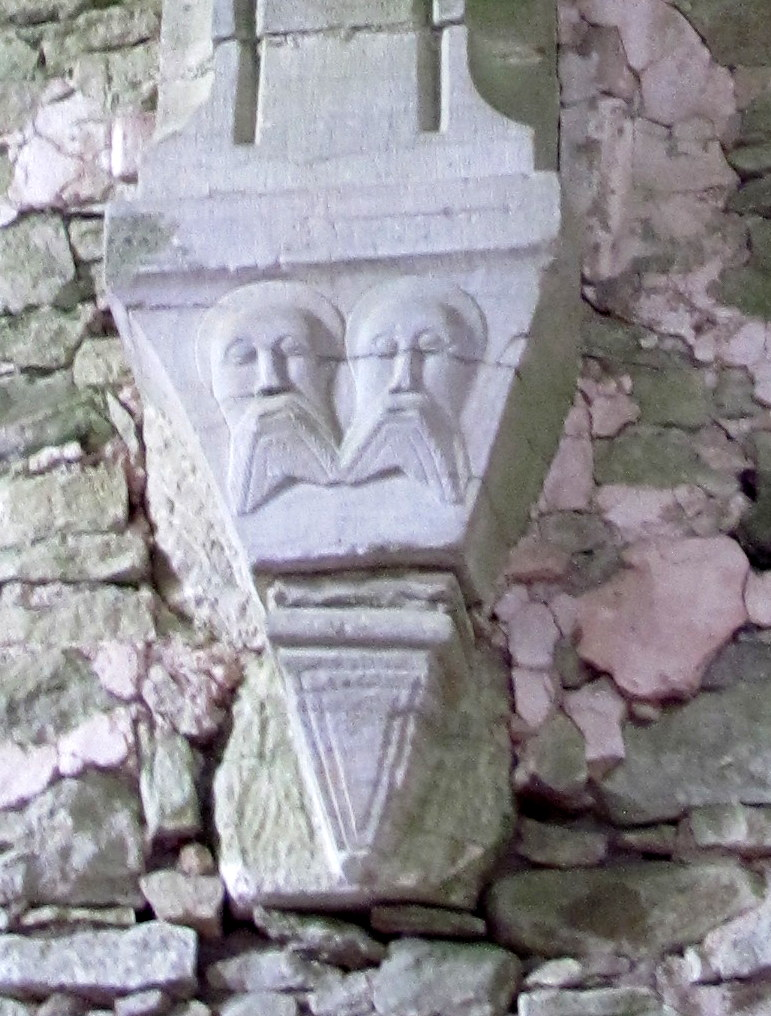
Церковь, фрагмент пилястры
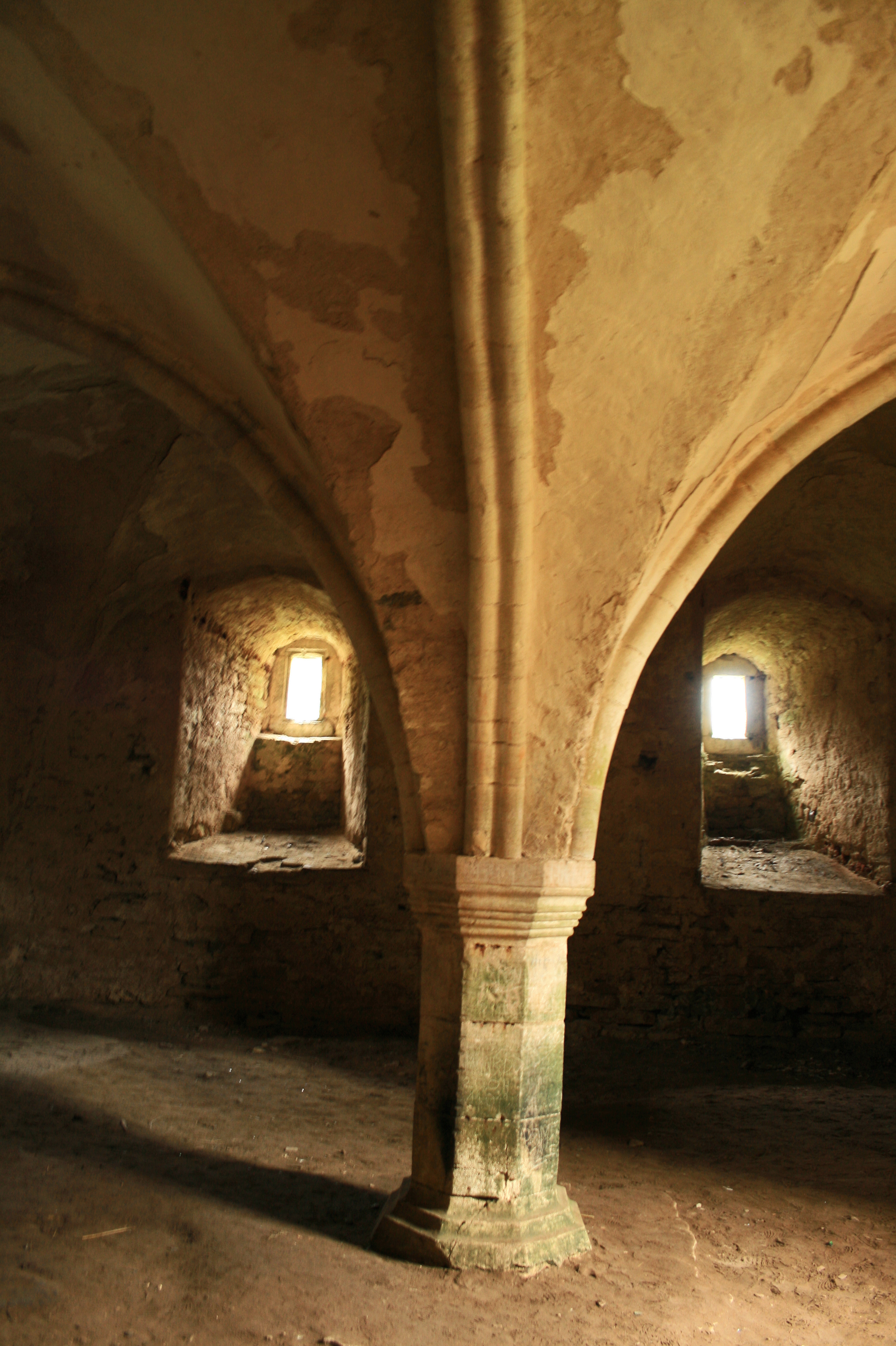
Своды
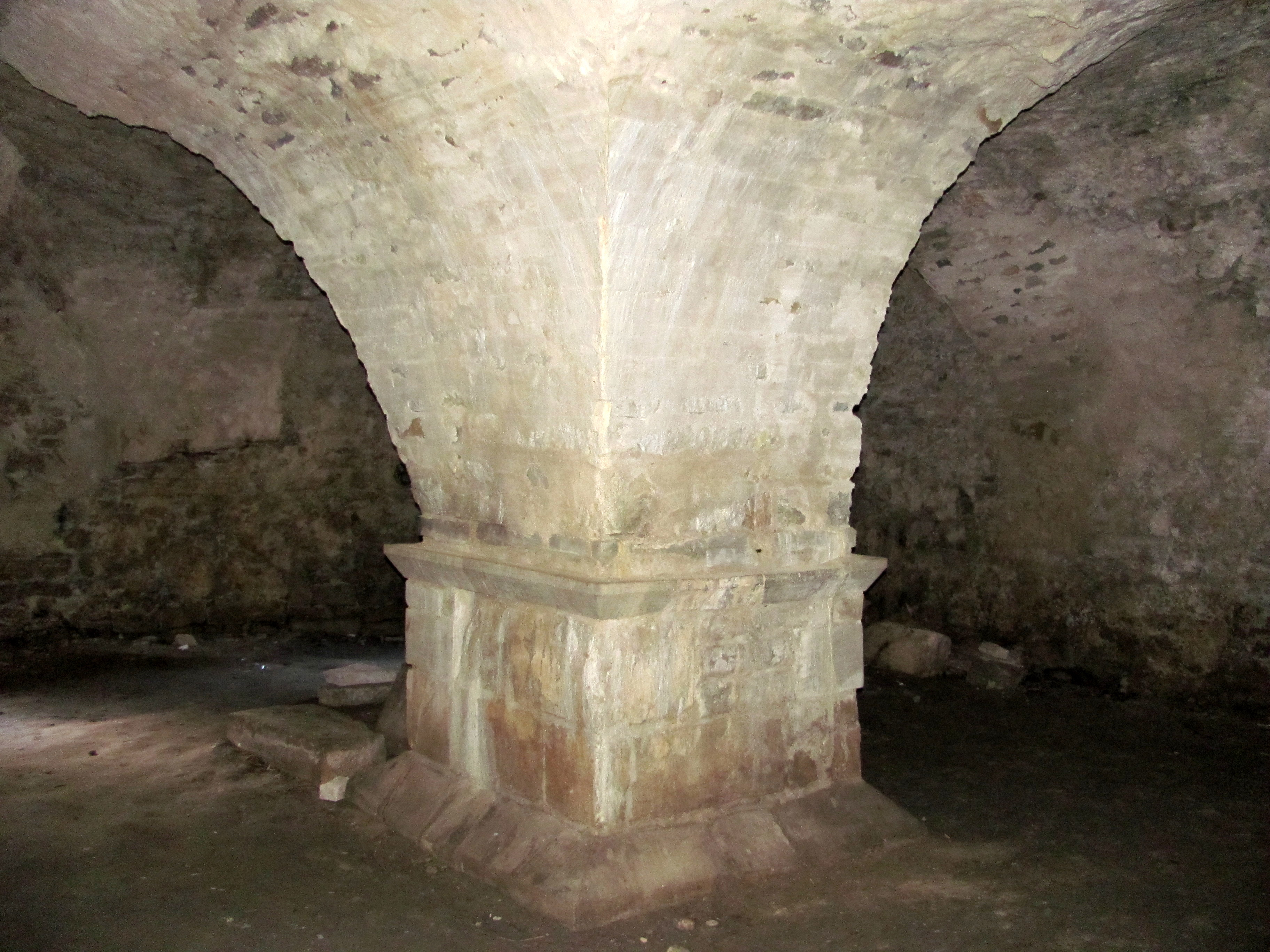
Подвал